# El Perelló
|  | Per a altres significats, vegeu «Perelló». |

El Perelló, antigament anomenat la Font del Perelló, és un municipi de la comarca del Baix Ebre. La localitat és coneguda pel fet que és el major productor de mel de Catalunya.
Forma part de l'Associació de Municipis per la Independència.

## Geografia
- Llista de topònims del Perelló (Orografia: muntanyes, serres, collades, indrets..; hidrografia: rius, fonts...; edificis: cases, masies, esglésies, etc).

## Demografia
| 1497 f | 1515 f | 1553 f | 1717 | 1787 | 1857  | 1877  | 1887  | 1900  | 1910  |
| ------ | ------ | ------ | ---- | ---- | ----- | ----- | ----- | ----- | ----- |
| 34     | 29     | 30     | 92   | -    | 2.600 | 4.130 | 5.018 | 4.134 | 4.146 |

| 1920  | 1930  | 1940  | 1950  | 1960  | 1970  | 1981  | 1990  | 1992  | 1994  |
| ----- | ----- | ----- | ----- | ----- | ----- | ----- | ----- | ----- | ----- |
| 4.411 | 4.408 | 4.074 | 4.149 | 3.765 | 3.556 | 3.524 | 3.738 | 2.144 | 2.144 |

| 1996  | 1998  | 2000  | 2002  | 2004  | 2006  | 2008  | 2010  | 2012  | 2014  |
| ----- | ----- | ----- | ----- | ----- | ----- | ----- | ----- | ----- | ----- |
| 2.152 | 2.145 | 2.145 | 2.144 | 2.282 | 2.504 | 3.140 | 3.303 | 3.378 | 3.155 |

| 2016  | 2018  | 2020  | 2022  | 2024  | 2026 | 2028 | 2030 | 2032 | 2034 |
| ----- | ----- | ----- | ----- | ----- | ---- | ---- | ---- | ---- | ---- |
| 2.903 | 2.863 | 2.826 | 2.885 | 2.907 | -    | -    | -    | -    | -    |

El cens del 1900 disminueix per la segregació de l'Ametlla de Mar (2.537 habitants); i en el del 1992, per l'Ampolla (1.593 habitants).

## Història

### Prehistòria
El testimoniatge més rellevant de la presència humana en aquest poble durant la Prehistòria correspon a les pintures rupestres. L'abric de Cabra Feixet conserva mostres de l'art més singular de la Prehistòria europea, l'Art Llevantí l'expressió dels últims grups caçadors-recol·lectors epipaleolítics (10.000 anys abans del present) i es tracta d'un art figuratiu -i no naturalista, com erròniament es qualifica- i exclusivament pictòric. L'existència d'aquest abric pintat va ser comunicada per Joan Margalef als membres de l'Institut d'Estudis Catalans, Pere Bosch Gimpera i Josep Colominas, durant la segona expedició entorn de l'art rupestre que van dur a terme en 1922. Actualment es reconeixen un parell d'arquers -un particularment detallat de 26 cm d'altura- diversos caprins i cérvols -destacant una cabra mascle i una cerva, magnífiques proves totes elles de la sensibilitat i mestratge d'aquells artistes-, i restes d'altres quadrúpedes; tots en color vermell. Altres jaciments amb Art Llevantí propers són: l'Abric del Cingle, la Cova del Ramat, l'Abric de Taller (Tivissa), la Cova de l'Escoda, el Racó d'en Perdigó, la Balma del Roc, la Cova de Carles (Vandellòs-Hospitalet de l'Infant) i la Cova de la Caparrella (Rasquera). Aquestes mostres pictòriques són un testimoniatge inestimable i únic de la capacitat intel·lectual humana i per això han merescut la seva inclusió en el llistat de Patrimoni de la Humanitat, per part de la UNESCO des de 1998, sota el nom administratiu d'art rupestre de l'arc mediterrani de la península Ibèrica. (Fonts: Associació Catalana d'Art Prehistòric)

### Edat Antiga
Tot i que tradicionalment s'ha volgut identificar com que podria tractar-se de la Cartago Vetus que es trobava entre les poblacions de Tortosa i l’Hospitalet de l’Infant, podria ser més probable que es tracti de l’antiga Tria Capita, una estació de la Via Augusta dels romans. Els itineraris dels vasos Apol·linaris trobats en les excavacions fetes a Vicarel·lo (Itàlia) l'any 1852, la situa a 17 milles de Dertosa (la Tortosa romana) i a 25 de Sub Saltu (el Coll de Balaguer).
De fet, tot i que el lloc era habitat en època romana (a les Sorts, prop de la cruïlla de la carretera de Tivissa amb unes altres que venen de la costa, s'ha trobat un jaciment arqueològic romà, de l’època d’August), tant a l'època ibèrica com posteriorment a l'època musulmana i a l'edat mitjana hi passava el camí de Barcelona a València, sobre la qual es va ubicar el camí reial i més endavant, la carretera general.

### Edat Moderna

Bandera no oficial del Perelló.

Després de la reconquesta, és quan es comença a parlar del poblat que s'anomena la Font del Perelló, a la fi del segle xiii.
La conquesta de les terres Taifa de Tortosa s'esdevingué a mitjan segle xii, en temps del Comte de Barcelona Ramon Berenguer IV. Segons la carta de poblament que aquest monarca atorgà a Tortosa el 1149, el territori del Perelló, i que abastava els actuals municipis d'Ametlla de Mar, l'Ampolla i El Perelló, restava dins l’ampli terme que s'assignava a la ciutat, que anava des del Coll de Balaguer fins a Ulldecona. A la fi del segle xiii, el Comte de Barcelona i Rei d'Aragó i València, Jaume II encarregà al batlle de Tortosa, Bernat de Llabià, la població del lloc de la Font del Perelló. En la mateixa data (18 de novembre de 1294), el monarca designà Ramon de Banyeres batlle vitalici del nou lloc; a més, li atorgava llicència per a construir i explotar amb caràcter d’exclusiva i a cens del rei un forn en el lloc, en el qual ordenava de fer una població, a l’heretat que li assignés Bernat de Llabià. Aquest personatge, el 16 de desembre de 1294, per manament reial atorgà franqueses a un grup de 84 pobladors perquè habitessin lliurement el lloc anomenat la Font del Perelló i la pobla de la Font del Perelló. Els nous pobladors s'havien de regir segons la norma dels Costums de Tortosa. El terme de la Font del Perelló anava des del coll de Balaguer fins al torrent de la Fullola i des del terme de Tivissa a la mar. Al cap de pocs anys, la reina Blanca de Nàpols, esposa de Jaume II, hi fundà un hospital per a viatgers (1308).
Al llarg dels segles XIV-XVI es produïren diversos litigis entre els termes de Tortosa, Tivissa i del Perelló, per qüestions de límits, de dret de pastures, etc. Al segle xvi va ser objecte de continus atacs per part de pirates barbarescos. Per això, les muralles de la població es renovaren, almenys parcialment, el 1585.
Durant la guerra dels Segadors (1640), el poble fou assetjat pels exèrcits del Rei d'Espanya, sota del comandament del marquès de Los Vélez, que després d'una resistència d'un grup de veïns, pogué entrar al poble murallat, que fou saquejat i incendiat; alguns dels supervivents foren penjats al coll de les Forques.
Al segle xix els carlins cremaren la documentació del municipi, però no la de la parròquia.
El 24 de desembre de 1891 es va segregar del municipi la població de l'Ametlla de Mar.
Durant la Guerra Civil espanyola va quedar pràcticament destruït pels bombardejos de les tropes franquistes.
L'any 1989 es va segregar del municipi la població de l'Ampolla.

## Economia
L'economia del Perelló, arran de la segregació del terme municipal de l’Ampolla, ha perdut una part del sector turístic, cosa que n’ha fet revifar l’interès pel sector primari (agricultura i ramaderia). Pel que fa a l’agricultura, hi dominen les oliveres i els ametllers.
La Cooperativa Agrícola de Sant Isidre, fundada l’any 1957, elabora olis d'oliva (pur i verge) en quatre trulls.
El Perelló és considerat la capital catalana de la mel. És tradicional la dedicació a l'apicultura, tal com ho demostra l'existència de la Cooperativa Apícola Tarragonina, amb seu en aquesta població.

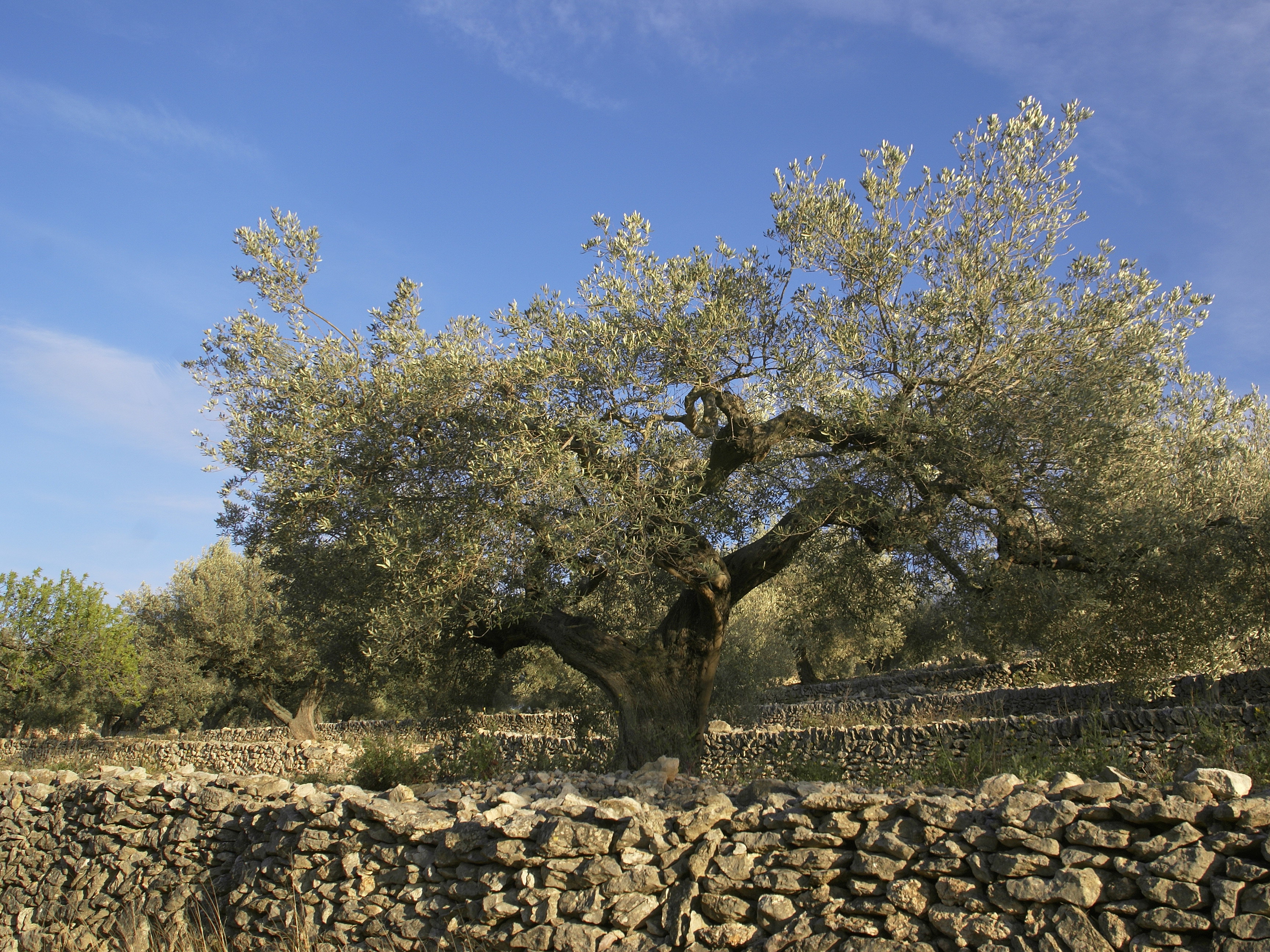
Un oliver, al Perelló.

Respecte a la ramaderia, hi ha predomini de l’aviram i la cria de conills.
L’activitat industrial és representada per petits tallers mecànics, constructores i indústries de materials de construcció i de transports; i el comerç hi està força diversificat. La creació d'un polígon industrial als afores de la població permet de donar sortida a aquestes activitats.
El municipi destaca també per la producció d'energia eòlica.
A mitjans d'abril, en data variable però coincidint amb un cap de setmana, té lloc Firabril, una fira multisectorial de llarga tradició —documentada per primer cop el segle XVII—, de la qual destaquen la presència i la promoció de la mel i l'oli, els serveis i l’agricultura.

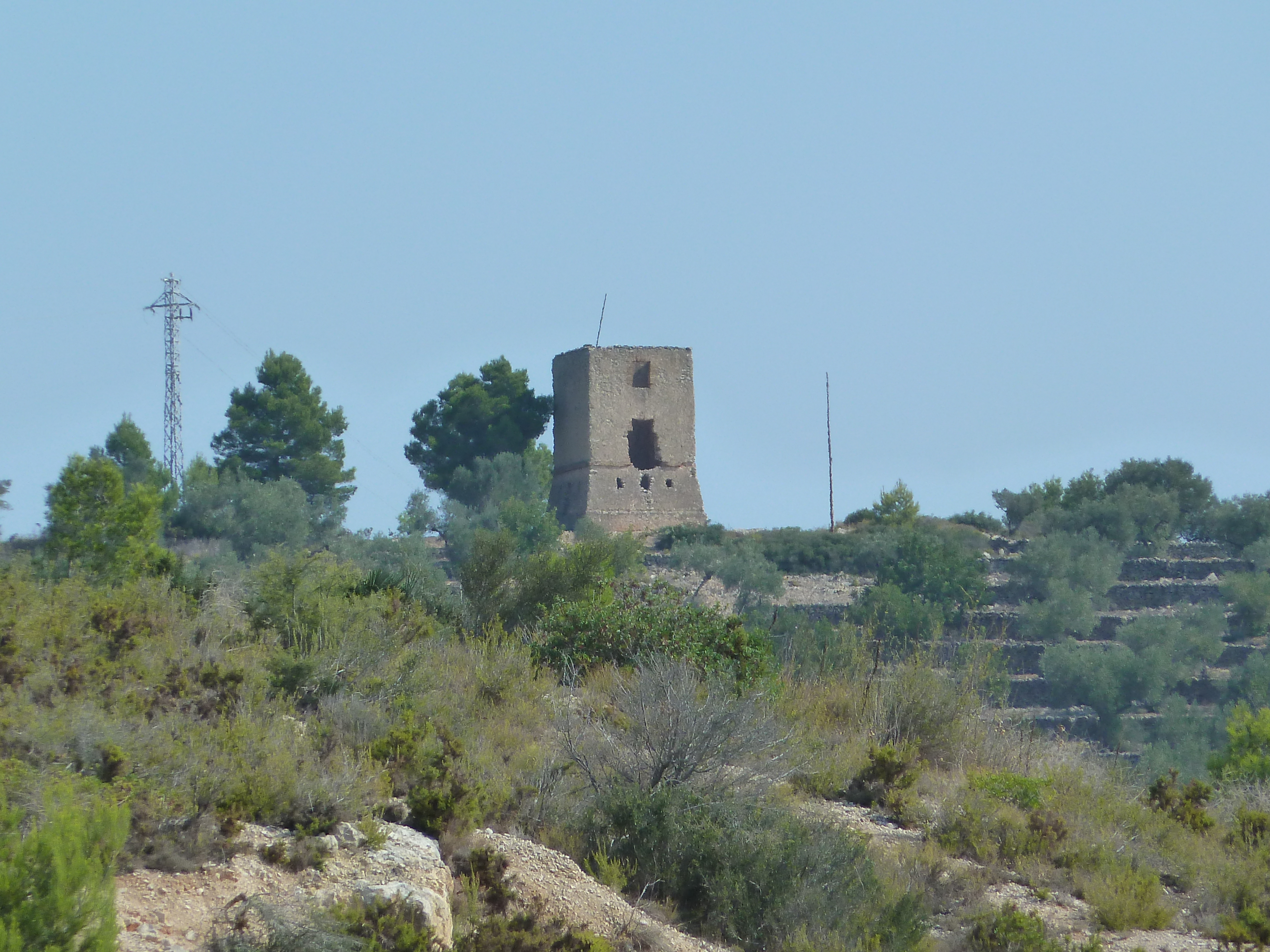
El Perelló: torre de vigilància i de telegrafia òptica militar.

## Cultura
La biblioteca municipal, que rep el nom de «Cabra Feixet», forma part del Sistema de Lectura Pública de Catalunya.
Es va inaugurar el 23 d'abril de 1966, als baixos de l'edifici de l'Ajuntament. Hi va romandre fins al 19 de gener de 1993 quan es van inaugurar les noves instal·lacions, ubicades a la primera planta de la Casa de la Cultura. L'any 2019 disposava d'un fons total de 19.177 documents. La biblioteca porta el nom del massís de Cabra Feixet, a la Serra de Cardó, força conegut pel conjunt de pintures rupestres que són patrimoni de la humanitat des del 1998, descobertes a la Cova de Cabrafeixet, i reconegudes com a prehistòriques el 1922.

## Política municipal
Nombre de regidors per partit
| Junts | -  | -  | -  | -  | -  | -  | -  | -  | -  | -  | 4  | 5  |
| PSC | -  | 7  | 4  | 5  | 4  | 4  | 3  | 4  | 2  | -  | -  | 0  |
| PP | -  | -  | -  | -  | -  | 0  | -  | -  | -  | -  | -  | -  |
| ERC | -  | -  | 0  | -  | -  | -  | 2  | 2  | 4  | 6  | 7  | 6  |
| CiU | -  | -  | 2  | 6  | 7  | 7  | 6  | 5  | 5  | 5  | -  | -  |
| PSUC | 1  | -  | -  | -  | -  | -  | -  | -  | -  | -  | -  | -  |
| UCD | 3  | -  | -  | -  | -  | -  | -  | -  | -  | -  | -  | -  |
| Altres | 7a | 4b | 5c | -  | -  | -  | -  | -  | -  | -  | -  | -  |
| Total | 11 | 11 | 11 | 11 | 11 | 11 | 11 | 11 | 11 | 11 | 11 | 11 |
| a Independientes de Perelló; b Candidatura Unitària d'Ampolla; c Candidatura per la Segregació de l'Ampolla; |    |    |    |    |    |    |    |    |    |    |    |    |

## Llocs d'interès
- Restes de la Via Augusta.
- Pintures rupestres (Patrimoni de la Humanitat).
- Parcs eòlics del Perelló.
- Ermita de Sant Cristòfol.
- Muralla del Perelló.
- Les Colladetes.

### Les platges del Perelló
La costa perellonenca s'estén al llarg d’uns 4 km (des del Barranc de Perales fins al Pont de l’Àlia), per on passa el GR 92 o sender del Mediterrani (de la frontera francesa a Gibraltar i Tarifa), que va des de l’Ametlla de Mar, passant pel Perelló, fins a arribar a l’Ampolla. La costa del Perelló és un dels llocs més naturals i menys explotats de la costa catalana, i el recorregut és ple de paisatges naturals espectaculars. La costa és molt diversa: s'hi poden trobar platges de pedra fina, com Santa Llúcia, Morro de Gos, Cala Buena i el Pont de l’Àlia; de sorra, com Cala Moros i també les típiques cales rocoses de la zona, com el Llosar de Cavaller, la Dolç del Me i la de Garretes. Totes aquestes platges i caletes estan caracteritzades per la seva tranquil·litat, la seva bellesa natural i les seves aigües cristal·lines. La platja de Santa Llúcia, juntament amb la de Morro de Gos, és una de les més grans del terme municipal. El passeig marítim, que voreja la costa, permet caminar entre els pins i atzavares, fins a arribar a una zona rocosa on es pot practicar la pesca. Aquesta platja compta amb tots els serveis indispensables. 	
A la platja del Pont de l’Àlia predominen els còdols, les pedres bastes i rocalloses que li atorguen un punt de salvatgia. Per a aquelles persones que prefereixen les cales més tranquil·les, poden anar a Cala Buena o Cala Moros.